# Lobke Berkhout
Lobke Berkhout (Amsterdam, 11 novembre 1980) è una velista olandese.

## Palmarès

### Olimpiadi
- 2 medaglie:
  - 1 argento (Pechino 2008 nella classe 470)
  - 1 bronzo (Londra 2012 nella classe 470)

### Mondiali
- 6 medaglie:
  - 5 ori (San Francisco 2005 nella classe 470; Rizhao 2006 nella classe 470; Cascais 2007 nella classe 470; Barcellona 2009 nella classe 470; Scheveningen 2012 nella classe 470)
  - 1 bronzo (Scheveningen 2012 nella classe 470)